# Перпетуу, Тиагу
Тиа́гу ди Оливе́йра Перпе́туу (порт.-браз. Thiago de Oliveira Perpétuo; род. 14 декабря 1986, Санту-Андре) — бразильский боец смешанного стиля, представитель средней и полусредней весовых категорий. Выступал на профессиональном уровне в период 2009—2015 годов, известен по участию в турнирах бойцовских организаций UFC и Jungle Fight, участник бойцовского реалити-шоу The Ultimate Fighter.

## Биография
Тиагу Перпетуу родился 14 декабря 1986 года в муниципалитете Санту-Андре штата Сан-Паулу, Бразилия.

### Начало профессиональной карьеры
Дебютировал в смешанных единоборствах на профессиональном уровне в апреле 2009 года, выиграв сразу у двоих соперников за один вечер. Дрался в небольших бразильских промоушенах, в большинстве случаев выходил из поединков победителем — единственное поражение потерпел в октябре 2009 года, в третьем раунде боя с Данилу Перейрой попался на удушающий приём сзади и вынужден был сдаться. Также в одном из его поединков была зафиксирована ничья.
В период 2010—2011 годов помимо прочего выступал в достаточно крупной бразильской организации Jungle Fight, где сумел одержать три победы.

### The Ultimate Fighter
Имея в послужном списке восемь побед и только одно поражение, в марте 2012 года Перпетуу стал участником первого бразильского сезона популярного бойцовского реалити-шоу The Ultimate Fighter. На отборочном этапе благополучно прошёл Жуана Паулу ди Соузу и под пятым номером был выбран в команду наставника Витора Белфорта.
На стадии четвертьфиналов техническим нокаутом победил Франсиску Триналду, но затем в полуфинале сам был нокаутирован Сезаром Феррейрой, который в итоге и стал победителем шоу.

### Ultimate Fighting Championship
Несмотря на проигрыш в TUF, Тиагу Перпетуу всё же удостоился права подписать контракт с крупнейшей бойцовской организацией мира Ultimate Fighting Championship. Уже в июне 2012 года он дебютировал в октагоне UFC, выиграв техническим нокаутом у Леонарду Мафры.
Следующим его соперником в январе 2013 года должен был стать датчанин Микаэль Куипер, но из-за травмы Перпетуу снялся с турнира и был заменён Каю Магальяйнсом. В итоге он вышел в клетку только в ноябре — уже в первом раунде был нокаутирован россиянином Омари Ахмедовым, хотя при этом получил бонус за лучший бой вечера.
Потерпев поражение, Перпетуу решил спуститься в полусреднюю весовую категорию и в марте 2014 года встретился с американцем Кенни Робертсоном. На второй минуте первого раунда Робертсон провёл удушение сзади и заставил бразильца сдаться. На этом его сотрудничество с организацией подошло к концу.

### Xtreme Fighting Championships
Покинув UFC, Тиагу Перпетуу перешёл в менее престижный промоушн Xtreme Fighting Championships, где в декабре 2015 года техническим нокаутом проиграл соотечественнику Алберту Уде.

## Статистика в профессиональном ММА
| Боёв 14         | Побед 9 | Поражений 4 |
| --------------- | ------- | ----------- |
| Нокаутом        | 7       | 2           |
| Сдачей          | 1       | 2           |
| Решением        | 1       | 0           |
| Ничьи           | 1       | 1           |
| Не состоявшихся | 0       | 0           |

| Результат | Рекорд | Соперник               | Способ                 | Турнир                                  | Дата            | Раунд | Время | Место                        | Примечание                |
| --------- | ------ | ---------------------- | ---------------------- | --------------------------------------- | --------------- | ----- | ----- | ---------------------------- | ------------------------- |
| Поражение | 9-4-1  | Алберту Уда            | TKO (удар коленом)     | XFC i 13                                | 5 декабря 2015  | 1     | 2:19  | Сан-Паулу, Бразилия          |                           |
| Поражение | 9-3-1  | Кенни Робертсон        | Сдача (удушение сзади) | UFC Fight Night: Shogun vs. Henderson 2 | 23 марта 2014   | 1     | 1:45  | Натал, Бразилия              | Дебют в полусреднем весе. |
| Поражение | 9-2-1  | Омари Ахмедов          | KO (удары руками)      | UFC Fight Night: Belfort vs. Henderson  | 9 ноября 2013   | 1     | 3:31  | Гояния, Бразилия             | Бой вечера.               |
| Победа    | 9-1-1  | Леонарду Мафра         | TKO (удары руками)     | UFC 147                                 | 23 июня 2012    | 3     | 0:41  | Белу-Оризонти, Бразилия      |                           |
| Победа    | 8-1-1  | Эдгал Касталдели Филью | TKO (удары руками)     | Max Fight 9                             | 16 июля 2011    | 3     | 3:10  | Кампинас, Бразилия           |                           |
| Победа    | 7-1-1  | Вилианс Сантус         | Единогласное решение   | Jungle Fight 26                         | 2 апреля 2011   | 3     | 5:00  | Сан-Паулу, Бразилия          |                           |
| Победа    | 6-1-1  | Тиагу Тенориу          | TKO (удары руками)     | Conquest Fighting Championships         | 20 ноября 2010  | 2     | N/A   | Сан-Паулу, Бразилия          |                           |
| Победа    | 5-1-1  | Луис Матозу            | TKO (удары руками)     | Jungle Fight 20                         | 22 мая 2010     | 3     | 2:12  | Сан-Паулу, Бразилия          |                           |
| Ничья     | 4-1-1  | Луис Матозу            | Ничья                  | Jungle Fight 19                         | 17 апреля 2010  | 3     | 5:00  | Муэма, Бразилия              |                           |
| Победа    | 4-1    | Рафаэл Навас           | TKO (удары руками)     | Iron Fight Championship 1               | 19 декабря 2009 | 2     | 3:53  | Сан-Каэтану-ду-Сул, Бразилия |                           |
| Поражение | 3-1    | Данилу Перейра         | Сдача (удушение сзади) | Full Fight 2                            | 24 октября 2009 | 3     | 4:46  | Сан-Паулу, Бразилия          |                           |
| Победа    | 3-0    | Фернанду Силва         | TKO (удары руками)     | Real Fight 7                            | 3 октября 2009  | 1     | 3:20  | Сан-Паулу, Бразилия          |                           |
| Победа    | 2-0    | Алвару Салис           | Сдача (удушение сзади) | Tan Lan Fight 9                         | 18 апреля 2009  | 1     | 0:59  | Сан-Каэтану-ду-Сул, Бразилия |                           |
| Победа    | 1-0    | Дешанаэл Дешанаэл      | KO (удар рукой)        | Tan Lan Fight 9                         | 18 апреля 2009  | 1     | 0:23  | Сан-Каэтану-ду-Сул, Бразилия |                           |

### Показательные поединки
| Результат | Рекорд | Соперник            | Способ               | Турнир                       | Дата | Раунд | Время | Место    | Примечание                          |
| --------- | ------ | ------------------- | -------------------- | ---------------------------- | ---- | ----- | ----- | -------- | ----------------------------------- |
| Поражение | 2-1    | Сезар Феррейра      | KO (ногой в голову)  | The Ultimate Fighter: Brazil | N/A  | 1     | 1:22  | Бразилия | Полуфинал в среднем весе.           |
| Победа    | 2-0    | Франсиску Триналду  | TKO (отказ)          | The Ultimate Fighter: Brazil | N/A  | 1     | 5:00  | Бразилия | Предварительный бой в среднем весе. |
| Победа    | 1-0    | Жуан Паулу ди Соуза | Единогласное решение | The Ultimate Fighter: Brazil | N/A  | 2     | 5:00  | Бразилия | Отборочный бой в среднем весе.      |